# Hitomi Takahashi
Hitomi Takahashi (高橋 瞳 Takahashi Hitomi?,  Shiogama, Prefectura de Miyagi, 8 de abril de 1989) es una cantante japonesa de punk, j-rock y j-pop.
Hitomi debutó a la edad de 16 años en el 2005 con el lanzamiento de su primer sencillo titulado "Bokutachi no Yukue", el cual debutó en el número uno de los charts de Oricon japoneses, convirtiéndose en una de las pocas artistas que han logrado debutar en el n.º 1 de esta lista con su primer sencillo.

## Biografía

### Vida previa
Al nacer, y debido a sus particulares ojos -especialmente grandes- fue bautizada por sus padres con el nombre de Hitomi (que significa "pupila" o "ojos" en japonés). Desde muy pequeña por la influencia de su padre comenzó a escuchar música rock, y a artistas como Eric Clapton y a The Beatles. Al terminar la primaria y en el año 2002 tras entrar a la secundaria, Hitomi comenzó a interesarse más por el ámbito artístico que por los estudios, postulándose a clases de baile, además también de los deportes y la práctica de Kendo.
Dentro de un Karaoke Hitomi dio sus primeros pasos como cantante. A pesar de darle mucha vergüenza cantar en público sus amigos la alentaron y terminaron por despertarle fuertes deseos por convertirse en una cantante.

### El debut
En el año 2003 Hitomi probó suerte presentándose a audiciones organizadas por el sello Sony Music Entertainment dentro de Japón para encontrar potenciales cantantes; la joven cantó frente a seleccionados jueces la canción "Ukifune", de la banda GO!GO!7188. El 2004 la joven Hitomi ya era una de las 20 mil finalistas del Sony Music SD audition; ella estaba también preocupada acerca de si iban a mirarla en menos a causa de su corta edad y baja estatura (1.47cm), pero su increíble voz fue más que suficiente para lograr que fuera escogida por Sony.
Hitomi Takahashi lanzó su primer sencillo el 13 de abril del 2005, "Bokutachi no Yukue" (Nuestro Paradero), canción que logró un gran éxito gracias a ser parte del anime  Gundam Seed Destiny, logrando debutar en el #1 de los charts japoneses de Oricon, y vendiendo alrededor de 100 mil copias en su primera semana. Con esto la cantante se convirtió en la segunda cantante femenina en toda la historia de Japón en debutar su primer sencillo promocional en el primer lugar de las listas japonesas, lo que sin duda aumentó aún más su popularidad. Su segundo sencillo "evergreen" no logró llamar la atención lo suficiente como para entrar al Top 20 de Oricon, con su tercer sencillo "Aozora no Namida" (Lágrimas del Cielo Azul), también fue utilizado en una serie de anime que estaba siendo estrenada en ese tiempo, Blood+, entraba nuevamente a los más vendidos, eso sí sin alcanzar las ventas de su primer sencillo. A finales de año "Bokutachi no Yukue" le valió a la joven artista su primer gran premio de los Japan Gold Disc Awards como Mejor Artista Nueva.
Un mes después tras cumplir los 17 años de edad, fue lanzado su primer álbum de estudio, titulado meramente "sympathy" (compasión), específicamente el primero de marzo del 2006. El álbum logró un éxito moderado, entrando en su primera semana dentro de los diez primeros lugares de lo más vendido de su país, y casi alcanzando las 40 mil copias vendidas. Poco después también comenzó su primera gira promocional para el álbum, que fue llamada "Hitomi Takahashi Live "Sympathy" ～BOXX", con lo cual sus capacidades en vivo poco a poco iban puliéndose.

### Tiempos más difíciles
Tras el término de la primera etapa musical de Hitomi, que comenzó con el debut del primer sencillo para concluir con el álbum, Hitomi se hace agrupa con el productor y músico Takuya -también exintegrante del grupo Judy & Mary-, y comienzan a crear nueva música. Desde este momento todos los trabajos serán producciones del músico, que pasará a convertirse en la especie de padrino musical de la joven.
Tras haber estado algunos meses aparentemente desaparecida de luz pública ocupada en el gira de su álbum y en grabaciones, finalmente el 12 de julio del 2006 Hitomi lanza su quinto sencillo al mercado, "Communication". El tema se convertía en el primero que contaría con la producción. Pero el sencillo no fue tan bien recibido como sus lanzamientos anteriores, alcanzando como posición máxima en las listas de Oricon el n.º 60, y vendiendo sólo 3 mil copias, cifra bastante pobre para un artista de un sello grande como Sony, e impensado para una artista que poco menos de un año atrás recién había debutado con ventas iniciales poco usuales. Su siguiente sencillo "Ko Mo Re Bi" -tema utilizado como imagen para la película Tegami-, corrió la misma suerte que su antecesor, y a pesar de debutar diez puestos más arriba igualmente no superó las 3 mil unidades vendidas. A pesar de estos dos fracasos, Hitomi fue invitada a participar en un álbum tributo del manga y anime llamado Death Note, donde el tema de acompañamiento del sexto sencillo "DRIVE" -producido por shogo.k de 175R- fue incluido.
Tras estar casi medio año sin lanzar nada nuevo, junto con la noticia de ya haber alcanzado la mayoría de edad, en la primera mitad del 2007 se volvieron a saber noticias del lanzamiento que sería el séptimo sencillo de Hitomi, que también sería escogido para ser tema ending del anime Gintama. Con fuertes influencias del Pop punk y titulado "Candy Line", el sencillo fue lanzado el 7 de marzo, y fue increíblemente bien recibido, obteniendo un fuerte repunte tanto en posición en Oricon como ventas, en comparación a sus dos trabajos anteriores. Llegada la primera semana a la venta el tema había logrado llegar al puesto n.º 14, vendiendo en su primera semana la modesta suma de 11 000 copias, considerablemente mejor que las 3000 de sus antecesores. A finales de ese mes, y para celebrar el éxito de su sencillo, Hitomi con su personal realizó un concierto llamado HITOMI TAKAHASHI LIVE "Candy Line", donde el mismo Takuya de Judy and Mary la acompañó en el escenario.
En agosto de ese año se lanza el sencillo "JET BOY JET GIRL", que también fue escogida para ser tema opening de la serie de anime para la televisión Terra e.... Y en poco menos de un mes se lanza un nuevo trabajo, "Tsuyoku Nare", canción escogida como imagen para la película Hōtai Club -y que está inspirada en esta película-. Para octubre se espera el lanzamiento de lo que será el segundo álbum de estudio de Hitomi, titulado Bamboo Collage, que contará con todos los trabajos lanzados después de su primer álbum más algunos b-sides, y que también dará término a esta segunda etapa en la carrera de la joven.

## Después de Bamboo Collage
Hitomi lanza un nuevo sencillo bajo el nombre Atashi no machi, ashita no machi (Mi ciudad, la ciudad del mañana) que nuevamente es ocupado en la serie de anime Toshokan Sensou como opening.El 9 de septiembre de 2009, se saca a la venta un sencillo nuevo llamado Wo Ai Ni en colaboración con BEAT CRUSADERS para la serie Gintama.

## Discografía

### Sencillos
1. Bokutachi no Yukue (僕たちの行方?) (13 de abril de 2005) - #1, 135.898 copias vendidas
2. evergreen (10 de agosto de 2005) - #22, 29.116 copias vendidas
3. Aozora no Namida (青空のナミダ?) (30 de noviembre de 2005) - #8, 83.523 copias vendidas
4. Communication (コミュニケイション?) (12 de julio de 2006) - #60, 2.426 copias vendidas
5. Ko·mo·re·bi (コ・モ・レ・ビ?) (1 de noviembre de 2006) - #50, 3.021 copias vendidas
6. Candy Line (キャンディ・ライン?) (7 de marzo de 2007) - #14, 18.077 copias vendidas
7. JET BOY JET GIRL (1 de agosto de 2007) - #33, 6.731 copias vendidas
8. Tsuyoku Nare (強くなれ?) (12 de septiembre de 2007)
9. Atashi no machi, ashita no machi (あたしの街、明日の街) (4 de junio de 2008)
10. Wo Ai Ni (ウォーアイニー) (9 de septiembre de 2009)
11. Koisuru Pierotti (恋するピエロッティ) (21 de julio de 2010)
12. MUSIC (23 de febrero de 2011)
13. Poolside (プールサイド) (Takahashi Hitomi "Hello" H ZETT M) (27 de julio de 2011)

### Álbumes
1. sympathy (1 de marzo de 2006) - #10, 31.333 copias vendidas
2. Bamboo Collage (24 de octubre de 2007)
3. PICORINPIN (28 de septiembre de 2011)

## Enlaces
- Sitio oficial de Hitomi Takahashi
- Hitomi Takahashi en Sony Music

- Datos: Q1153557